# Fazenda Vilanova
Fazenda Vilanova é um município brasileiro do estado do Rio Grande do Sul.

## História
São muitas as versões a respeito da origem deste povoado. Porém, o que se sabe ao certo é que a comunidade era dividida em fazendas. Uma pertencia à família Azambuja e outras duas à família Vilanova, sendo que da última originou-se o nome do município. Como outros municípios da região, o desenvolvimento iniciou a partir da construção da BR-386.

## Geografia
Localiza-se a uma latitude 29º35'22" sul e a uma longitude 51º49'30" oeste, estando a uma altitude de 145 metros. Sua população estimada em 2004 era de 3.098 habitantes.